# Bündnis 90/Die Grünen Brandenburg
Bündnis 90/Die Grünen Brandenburg sind der brandenburgische Landesverband der Partei Bündnis 90/Die Grünen. Seit dem Scheitern an der Fünf-Prozent-Hürde bei der Landtagswahl 2024 befindet er sich auf Landesebene in der außerparlamentarischen Opposition.

## Geschichte

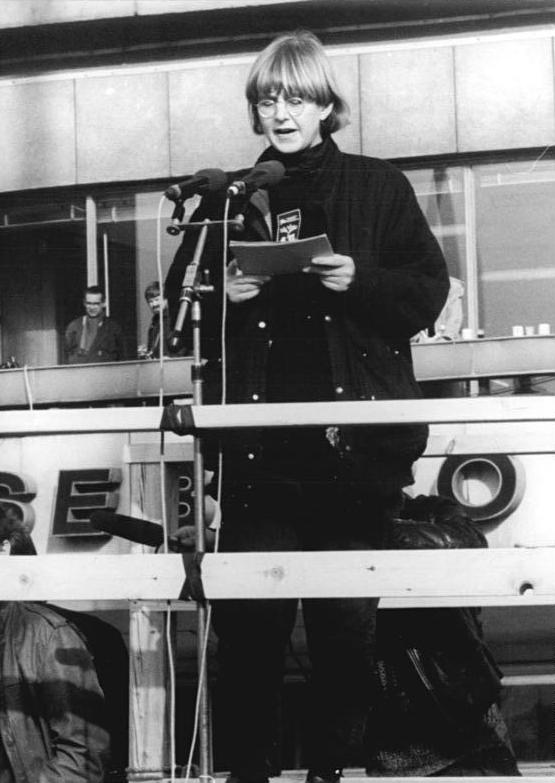
Marianne Birthler (1989)

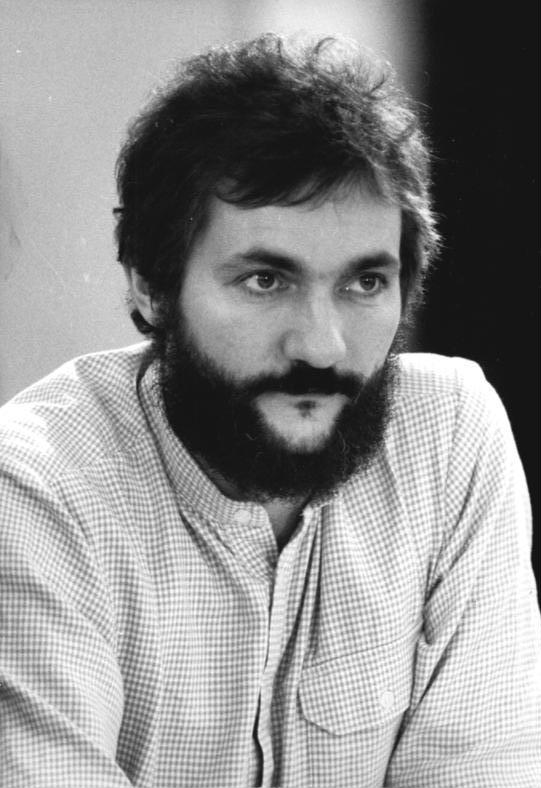
Matthias Platzeck (1990)

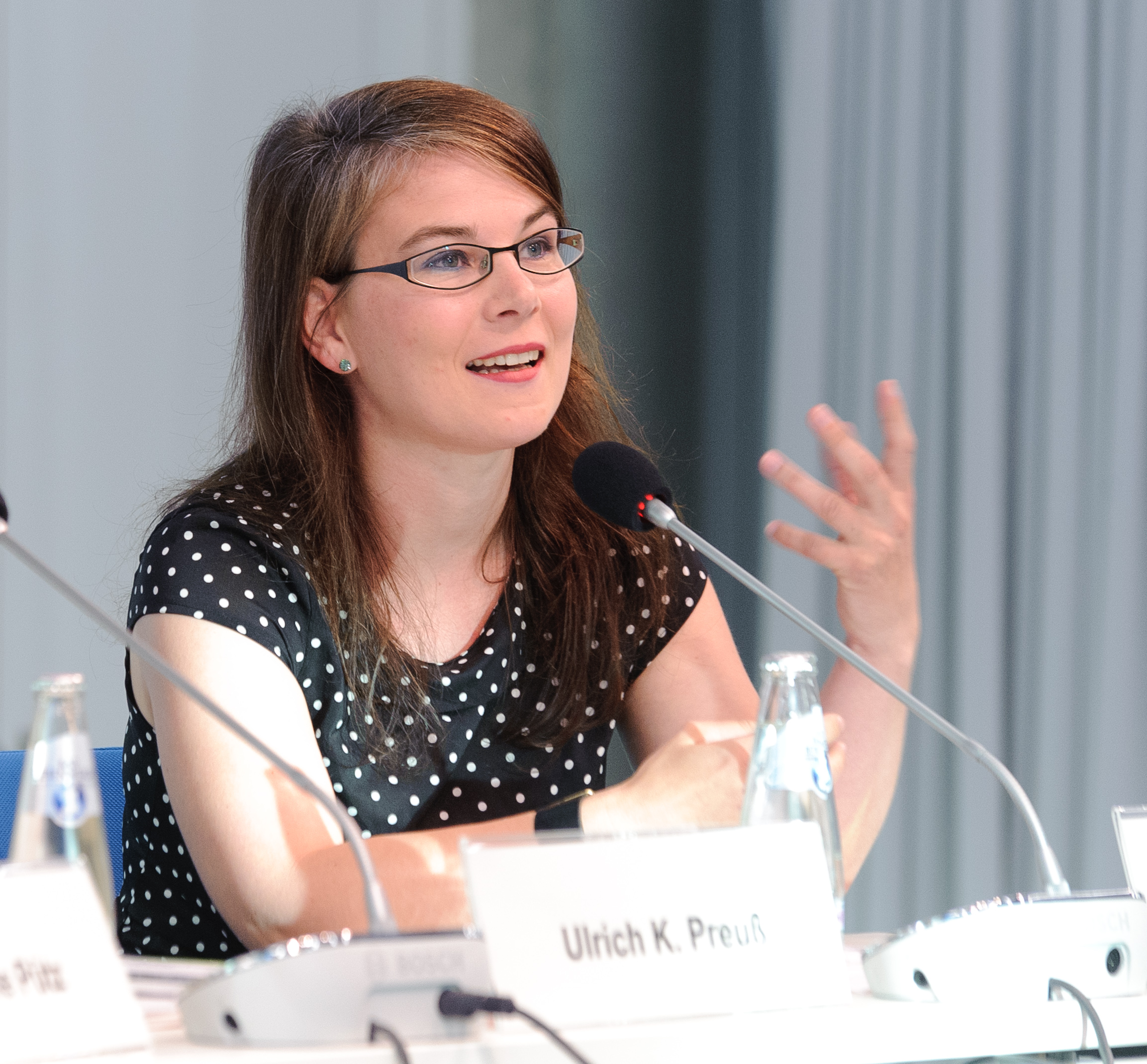
Annalena Baerbock (2012)

Bei der Landtagswahl in Brandenburg 1990 gelang der Bürgerbewegung Bündnis 90 der Einzug in den Landtag Brandenburg, während Die Grünen den Parlamentseinzug verpassten. Fraktionsvorsitzender wurde Günter Nooke. Das Bündnis 90 trat im Folgenden in eine „Ampelkoalition“ mit der SPD und der FDP unter Ministerpräsident Manfred Stolpe (SPD) ein. Obwohl die Regierungskoalition aus drei politischen Partnern bestand, wurde die Position des stellvertretenden Ministerpräsidenten weder von einem Mitglied der FDP noch des Bündnis 90, sondern von dem neuen Innenminister Alwin Ziel (SPD) übernommen. Das Bündnis 90 besetzte in der neuen Landesregierung zwei Kabinettsposten: Während Matthias Platzeck das Ministerium für Umwelt, Naturschutz und Raumordnung übernahm, erhielt Marianne Birthler das Ministerium für Bildung, Jugend und Sport, von dem sie am 29. Oktober 1992 als Protest gegen die Stasi-Verstrickungen von Manfred Stolpe zurücktrat. Ihr Nachfolger wurde ab 16. Dezember 1992 Roland Resch. Erst 1991 wurde das Bündnis 90 als Partei gegründet. Nooke und Platzeck traten 1993 als Gegner der Vereinigung mit den Grünen aus dem Bündnis 90 aus und gründeten die politische Vereinigung BürgerBündnis, die die Zusammenarbeit mit SPD und FDP fortsetzte. Am 22. März 1994 beendete Nooke die Zusammenarbeit mit der brandenburgischen Landesregierung. Die beiden Minister Platzeck und Resch traten aus dem BürgerBündnis aus, behielten jedoch bis zum Ende der Legislatur ihre Kabinettsposten. Platzeck blieb als Parteiloser auch nach der Landtagswahl 1994 in einer Alleinregierung der SPD Umweltminister und sollte 2002 auf Seiten der SPD Ministerpräsident des Landes werden.
1993 kam es zur Vereinigung von Bündnis 90 mit der Partei der Grünen. Die Mitglieder der Bündnis-Fraktion traten allerdings nicht in die neue Partei ein. Bei den folgenden Landtagswahlen scheiterte die nunmehr vereinigte Partei Bündnis 90/Die Grünen an der Fünf-Prozent-Hürde und beschränkte sich auf Landesebene auf außerparlamentarische Oppositionspolitik.
Zur Landtagswahl in Brandenburg 2004 traten Cornelia Behm und Wolfgang Wieland als Spitzenkandidaten an. Die Grünen konnten um 1,7 Prozentpunkte auf 3,6 Prozent der Stimmen zulegen, verfehlten damit jedoch abermals den Einzug in den Landtag.
Erst 2009 gelang mit den Spitzenkandidaten Axel Vogel und der damaligen Landesgeschäftsführerin der Grünen Marie Luise von Halem mit einem Ergebnis von 5,7 Prozent der Einzug der Partei in das brandenburgische Landesparlament. Fünf Jahre später erreichte die Landespartei mit Axel Vogel und Ursula Nonnemacher als Spitzenkandidaten 6,2 Prozent.
2012 kam es zu einer Verurteilung des ehemaligen Schatzmeisters Christian Goetjes wegen Veruntreuung zu dreieinhalb Jahren Freiheitsstrafe. Er hatte ca. 270.000 Euro aus der Parteikasse für eigene Zwecke unterschlagen. Das Urteil wurde 2013 vom BGH bestätigt. Die Landesparteivorsitzende Annalena Baerbock sagte dazu, dass die internen Kontrollprinzipien nicht funktioniert hätten.
Bei der Landtagswahl in Brandenburg 2019 konnten die Grünen Brandenburg mit Ursula Nonnemacher und Benjamin Raschke als Spitzenkandidaten ihr bisher bestes Ergebnis bei einer Landtagswahl in Brandenburg erreichen. Sie erlangten 10,8 Prozent der Zweitstimmen, Marie Schäffer konnte für die Partei das Direktmandat in Potsdam erringen. Seit dem 20. November 2019 waren Bündnis 90/Die Grünen gemeinsam mit der CDU an der SPD geführten Regierung Kabinett Woidke III beteiligt. Zur Landtagswahl 2024 trat Benjamin Raschke erneut an, jedoch zusammen als Duo mit Antje Töpfer. Die Regierungspartei scheiterte an der 5%-Hürde und errang kein Direktmandat, womit sie nach 15 Jahren nicht mehr im Landtag vertreten ist.
Gleichzeitig haben die Grünen in Brandenburg, ähnlich zur Bundespartei, bereits seit 2019 ein starkes Mitgliederwachstum. Im Januar 2025 wurden über 3.500 Mitglieder gemeldet. Damit sind sie die drittgrößte Partei im Land Brandenburg.

## Kreisverbände
In den 14 Landkreisen und den 4 kreisfreien Städten Brandenburgs existiert jeweils ein Kreisverband von Bündnis 90/Die Grünen.

## Fraktion
1990 bis 1994 war das Bündnis 90 in Fraktionsstärke im Landtag Brandenburg vertreten. Von 1994 bis 2009 stellte die Partei Bündnis 90/Die Grünen keine Landtagsabgeordneten. Von 2009 bis 2024 war erstmals eine Fraktion der Partei Bündnis 90/Die Grünen im Landtag Brandenburg vertreten.

### Fraktionsvorsitzende

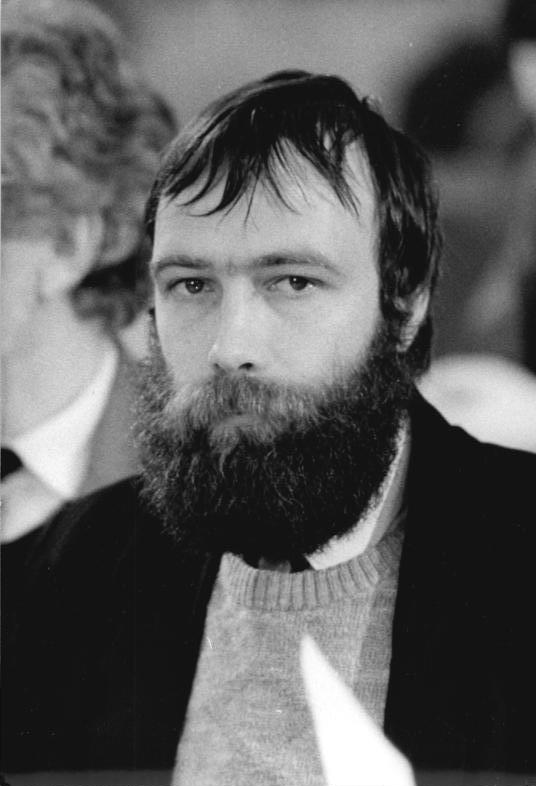
Günter Nooke (1990), Vorsitzender der Bündnis 90-Fraktion im Landtag Brandenburg

| Zeitraum     | Vorsitz                           |
| ------------ | --------------------------------- |
| 1990–1993/94 | Günter Nooke *                    |
| 2009–2017    | Axel Vogel                        |
| 2017–2019    | Ursula Nonnemacher und Axel Vogel |
| 2019–2024    | Petra Budke und Benjamin Raschke  |

## Ergebnisse bei den Landtagswahlen
| Landtagswahlergebnisse | Landtagswahlergebnisse | Landtagswahlergebnisse | Landtagswahlergebnisse |
| Jahr                   | Stimmen                | Sitze                  |                        |
| ---------------------- | ---------------------- | ---------------------- | ---------------------- |
| 1990                   | 9,3 % +                | 6 (Bündnis 90)         |                        |
| 1994                   | 2,9 %                  | –                      |                        |
| 1999                   | 1,9 %                  | –                      |                        |
| 2004                   | 3,6 %                  | –                      |                        |
| 2009                   | 5,7 %                  | 5                      |                        |
| 2014                   | 6,2 %                  | 6                      |                        |
| 2019                   | 10,8 %                 | 10                     |                        |
| 2024                   | 4,1 %                  | –                      |                        |

## Brandenburgische Abgeordnete der Grünen im Bundestag
- Michael Kellner
- Andrea Lübcke

## Brandenburgische Abgeordnete der Grünen im Europäischen Parlament
- Ska Keller (2009–2024)

## Landesvorsitzende
Landesvorstandsmitglieder dürften laut Landesverbandssatzung § 15 Unvereinbarkeitsregeln (1) nicht Mitglieder des Europaparlamentes, Bundestagsabgeordnete, Landtagsabgeordnete sowie Mitglieder der Bundes- oder Landesregierung sein.
| Zeitraum   | Name                 |
| - bis 1994 | Petra Weißflog       |
| 1994–1998  | Sylvia Voß           |
| 1994–1998  | Roland Resch         |
| 1998–2000  | Inke Pinkert-Sältzer |
| 2000–2003  | Roland Vogt          |
| 2001–2004  | Marianne Gehrke      |
| 2004–2005  | Katrin Schröder      |
| 2003–2005  | Joachim Gessinger    |
| 2005–2007  | Katrin Vohland       |
| 2005–2009  | Axel Vogel           |
| 2007–2009  | Ska Keller           |
| 2009–2013  | Annalena Baerbock    |
| 2009–2014  | Benjamin Raschke     |
| 2013–2019  | Petra Budke          |
| 2014–2019  | Clemens Rostock      |
| 2019–2023  | Julia Schmidt        |
| 2019–2025  | Alexandra Pichl      |
| 2023–2025  | Hanna Große Holtrup  |
| seit 2025  | Andrea Lübcke        |
| seit 2025  | Clemens Rostock      |

## Kommunalpolitik
In Brandenburg stellt Bündnis 90/Die Grünen derzeit zwei Bürgermeister. Sigrid Schumacher ist Bürgermeisterin der Gemeinde Zernitz-Lohm im Landkreis Ostprignitz-Ruppin. Sie gehört der Partei Bündnis 90/Die Grünen an und ist seit mehreren Jahren im Amt.
Ebenfalls Mitglied der Grünen ist Andreas Höger, Bürgermeister der Gemeinde Stüdenitz-Schönermark. Er wurde über die Bürgerliste „Wir zusammen für die Zukunft“ gewählt und trat somit als überparteilicher Kandidat an.